# Sophie Perin
Sophie Sonia Perin (1957) è una modella francese incoronata Miss International 1976. Fu la prima rappresentante della Francia a vincere il titolo.
Prima della sua vittoria a Tokyo, Giappone nel 1976, la Perin aveva vinto il titolo di Miss Francia 1975. Aveva inoltre rappresentato il proprio paese a Miss Universo 1975 a San Salvador, El Salvador, e a Miss Mondo 1975 a Londra, Regno Unito. In entrambi i casi però Sophie Perin non si era classificata.